# Beach Cities
Beach Cities – trzy miasta: Manhattan Beach, Hermosa Beach i Redondo Beach, które mieszczą się na południowym końcu Zatoki Santa Monica na zachód i południe od śródmieścia Los Angeles, na północ od półwyspu Palos Verdes na wybrzeżu Oceanu Spokojnego w hrabstwie Los Angeles w regionie Południowej Kalifornii. Torrance też dzieli pas plaży w South Bay, lecz jest mniej znany, bo nie ma atrakcyjnego mola.
Wszystkie trzy są znane ze swych plaż i wszystkie posiadają miejskie mola. Są one popularne między innymi wśród pływaków i surferów. Trzy miasta Beach Cities są wspólnie obsługiwane przez autobusy linii Beach Cities Transit.

## Galeria

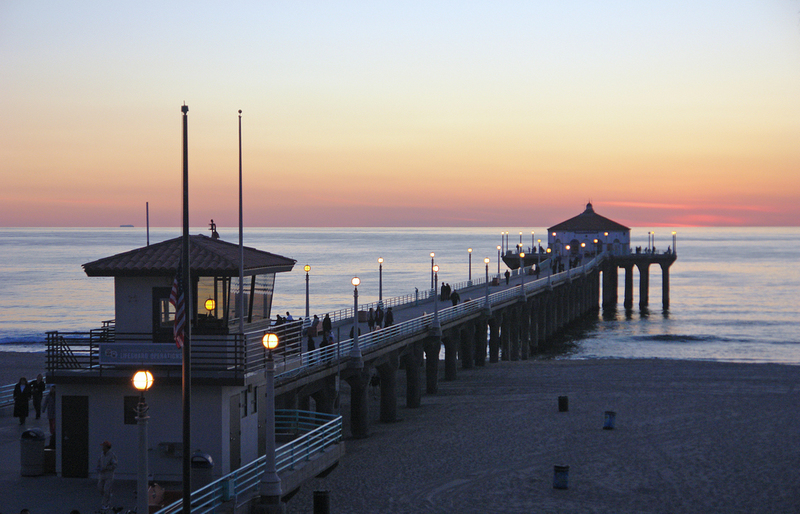
Molo w Manhattan Beach.
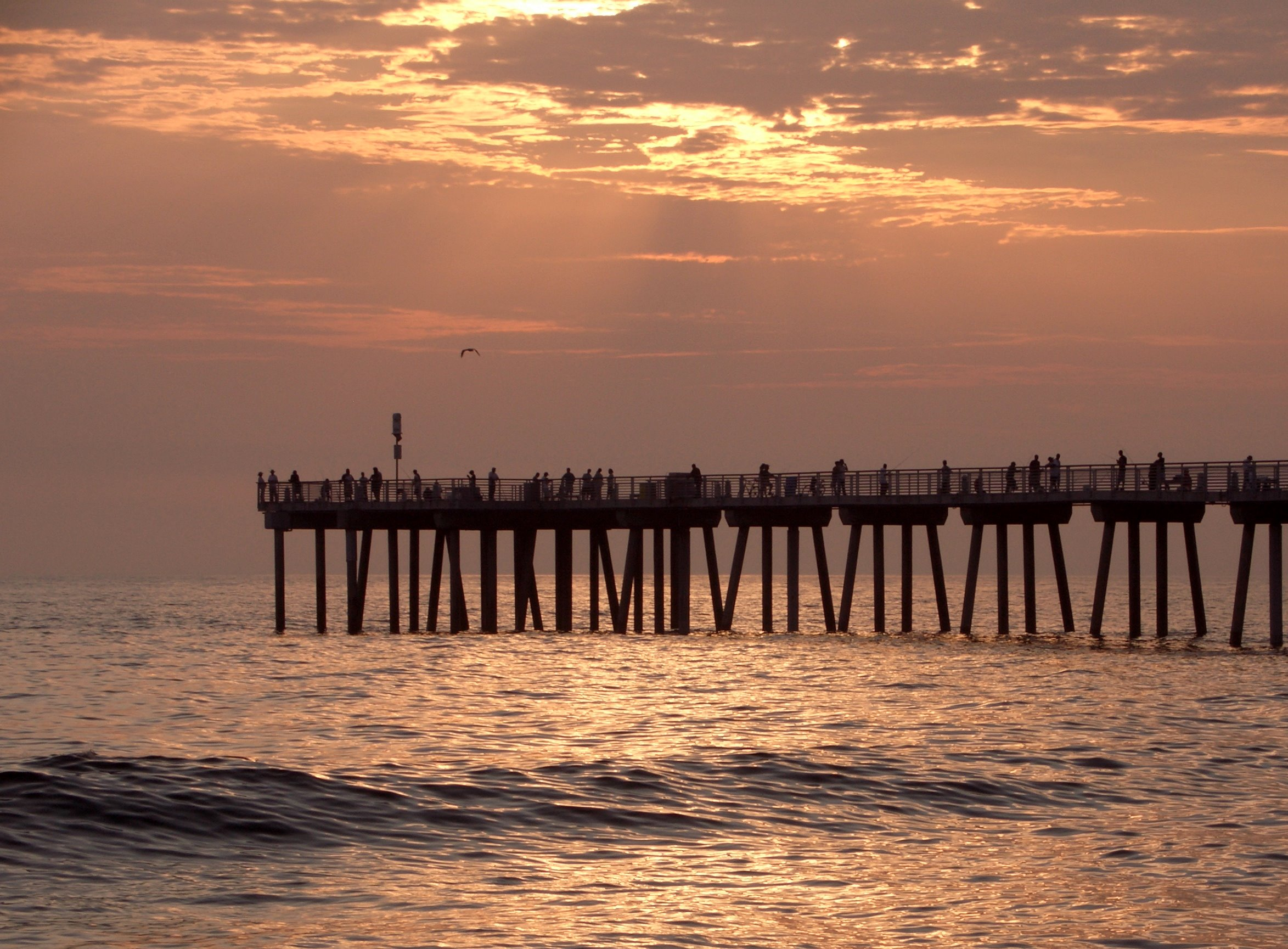
Molo w Hermosa Beach.
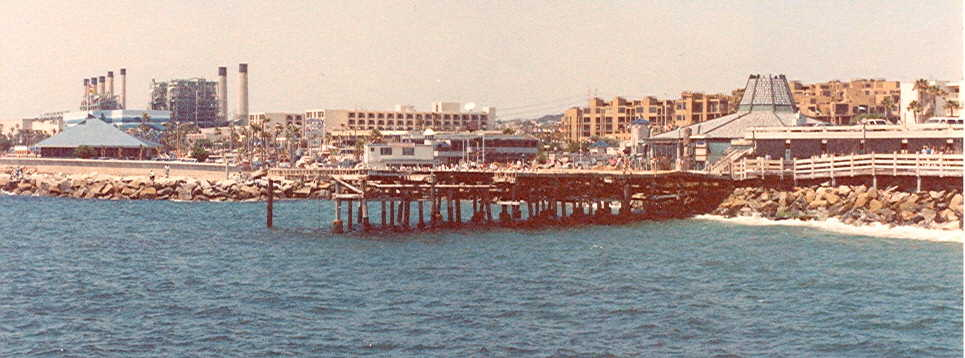
Molo w Redondo Beach w 1991 roku.